# Amanous
Amanous (auch Amerous und Amous) war ein Pagus im heutigen französischen Département Doubs in der Franche-Comté.

Die burgundischen "Pagi" im 9. Jahrhundert

Der Begriff tritt im 9. Jahrhundert auf, als der Vertrag von Verdun (843) festlegte, dass die burgundischen Grafschaften Varasque (Varais), Scodingue (Escouens, um Salins-les-Bains) und Amanous sowie die Abteien Luxeuil, Lure, Baume-les-Dames, Château-Chalon etc. in den Besitz des Königs Ludwig der Deutsche übergehen sollten.
In der ersten Hälfte des 10. Jahrhunderts begannen Alberich (Aubry) I., Graf von Mâcon, und seine beiden Söhne Letald (Liétaud) II. und Humbert damit, ihre Macht in die Region hinein auszubauen. Sie bemächtigten sich der Grafschaften Amanous, Portois, Varasque und Scodinque, Humbert wurde der erste bekannte Herr von Salins und ihrer Reichtum versprechenden Saline. Humbert Nachfahren regierten Salins bis zum Ende des 12. Jahrhunderts, Letalds Besitz fiel an seinen Enkel Otto Wilhelm († 1026) aus dem Haus Burgund-Ivrea, der dann als erster Graf von Burgund auftrat. Mit dem Königreich Burgund kam Amanous dann im Jahr 1033 als Teil der Grafschaft Burgund an das Kaiserreich.
Ende des 11. Jahrhunderts wird Raimund von Burgund, Sohn von Wilhelm I., Graf von Burgund, Ehemann der Königin Urraca von León-Kastilien und Stammvater der nachfolgenden Könige, als Graf von Amerous bezeichnet; es ist anzunehmen, dass damit Amanous gemeint ist.